# Poutine à trou
Pour les articles homonymes, voir poutine acadienne.
Ne doit pas être confondu avec la poutine québécoise.

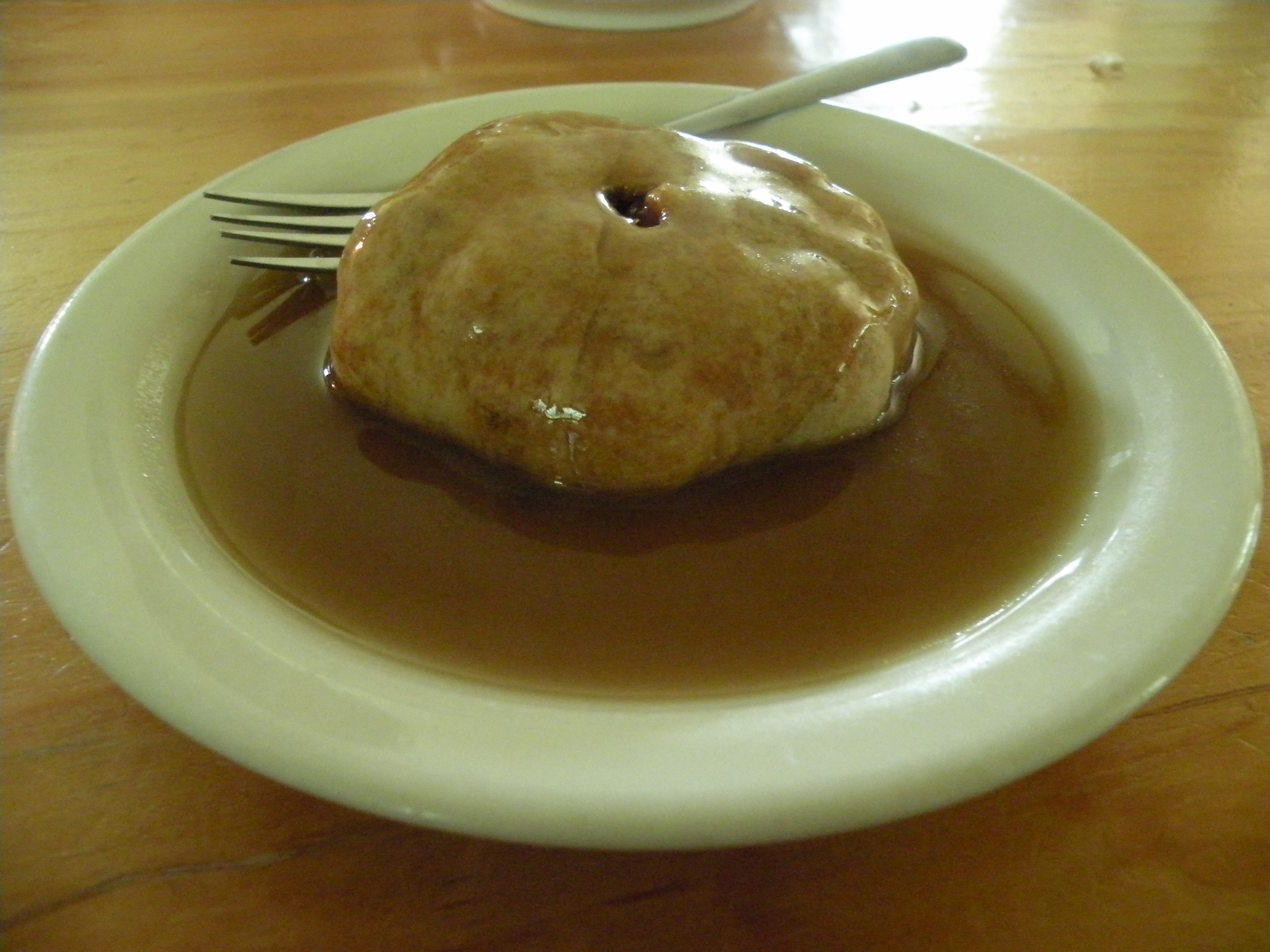
Une poutine à trou servie au Village historique acadien.

La poutine à trou est un dessert traditionnel acadien qui se présente sous la forme d'une pâte farcie de petits raisins secs, de bleuets ou de canneberges et de morceaux de pommes. Ces petites pâtisseries sont servies nappées d'une sauce caramel à base de cassonade.